# يوكا يوشيدا (لاعبة كريكت)
يوكا يوشيدا (20 مارس 1989 في اليابان - ) هي لاعبة كريكت يابانية. شاركت مع منتخب اليابان الوطني للكريكت.